# Calocarcelia cingulata
Calocarcelia cingulata är en tvåvingeart som först beskrevs av Fabricius 1805.  Calocarcelia cingulata ingår i släktet Calocarcelia och familjen parasitflugor.
Artens utbredningsområde är Jungfruöarna. Inga underarter finns listade.